# United Press International
Юнайтед Пресс Интернэшнл, ЮПИ (United Press International, UPI) — информационное агентство США, в прошлом одно из крупнейших в мире. Штаб-квартира расположена в Вашингтоне.
Основано в 1907 году под названием «United Press Association», в 1958 году слилось с агентством International News Service и получило современное название. В 2000 году куплено аффилированной с Церковью объединения медиакомпанией «News World Communications».

## История

### United Press Association

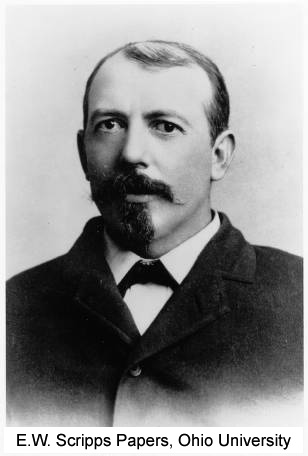
Эдвард Скриппс

Издатель первой сети популярных американских газет Эдвард Уиллис Скриппс после того как «Ассошиэйтед Пресс» отказалось предоставлять свои услуги его газетам, вместе со своим партнёром Милтоном Макреем (англ. Milton A. McRae) объединили три региональных агентства новостей («Publisher’s Press Association», «Scripps McRae Press Association» и «Scripps News Association») в «United Press Association» 21 июня 1907 года. Скриппс основал компанию на том принципе, что не должно быть никаких ограничений для тех, кто покупает новости у пресс-службы. Уильям Рэндольф Хёрст (англ. William Randolph Hearst) присоединился к этому противостоянию в 1909 году после основания им «International News Service».
Агентство ориентировалось на популярные газеты, переживавшие тогда время своего подъёма. Талантливые редакторы смогли выработать ясный и доступный стиль, который сильно повлиял на современные жанры новостей. Агентство собирало и публиковало новости, представляющие всеобщий интерес, которые завоевали любовь местных газет и принесли агентству популярность.
В первый день своей работы агентство отправило 12 000 слов, составленных из Азбуки Морзе, через арендованные телеграфные линии в 369 газет. В 1935 году UP расширил свои услуги и стал первым проводным сервисом, адаптирующим новости для радиовещателей. Корреспондент издания был первым, кто объявил о начале Первой мировой войны. Ему пришлось применить хитрость, чтобы обойти цензуру — сообщение содержало каламбур из слов, первые буквы которых составляли нужное послание. Корреспонденты агентства не раз шли на хитрость, чтобы доставить актуальные новости. Например, десятилетия спустя — во время визита президента США Никсона в Китай — Хелен Томас передала репортаж из гробниц Мин через обычный телефон. Еще позднее, в 1981, полиция стала разыскивать таинственного человека, сбежавшего с места покушения на Рейгана. Оказалось что это был корреспондент UP, направившийся к телефонной будке, чтобы сообщить новость. В начале пятидесятых компания E.W. Scripps Company продала фото агентство Acme Newspictures UP. Вместе они получили серию Пулитцеровских премий в области фотографии.
В мае 1958 года United Press объединилась с Международной службой новостей (INS), принадлежащей Уильяму Рэндольфу Херсту, и была переименована в United Press International. Сделке предшествовали трехлетние переговоры, после которых UPI поглотил INS.

### United Press International
На момент основания «United Press International» в компании работало 6000 сотрудников. В тот момент агентство обслуживало 5000 клиентов.
К 1978 году ЮПИ, наряду с «Ассошиэйтед Пресс», стало монополистом в распространении информации в США, обслуживая «⅔ американских газет и более 3,2 тыс. радио- и телестанций США».
Она имела свыше 6400 клиентов (в том числе более 2 тыс. зарубежных) в 114 странах и более 6 тыс. сотрудников в 223 новостных бюро по всему миру.
Но в 1993 году ЮПИ закрыла все свои бюро и сейчас[уточнить] имеет только 5 репортёров в своей штаб-квартире в Вашингтоне.
В 2000 году компания окончательно обанкротилась и была выкуплена международной медиакомпанией «News World Communications», владельцем которой являлся Мун Сон Мён — основатель газеты Tiempos del Mundo,  The Washington Times и Церкви объединения.
Через свои информационные ленты «United Press International» ежедневно освещает внутренние и международные новости в сфере бизнеса, развлечений, спорта, науки, здравоохранения, а также выпускает обзоры и аналитику на темы: возникающих угроз, безопасности в промышленности и энергетических ресурсов через свою услугу «премиум». 
Продукция агентства представлена в текстовом, видео и фотоформатах. Её новости подаются на английском, испанском и арабском языках.